# Kanton Joinville-le-Pont
Kanton Joinville-le-Pont (fr. Canton de Joinville-le-Pont) je francouzský kanton v departementu Val-de-Marne v regionu Île-de-France. Tvoří ho pouze město Joinville-le-Pont.